# Koreguaje
El koreguaje (Korebaju, Korewaje, Ko'reuaju) és una llengua tucana parlada a Colòmbia per 2.100 koreguajes el 2018 al llarg dels marges dels rius Orteguaza i Caquetá. És parlada a la pel·lícula Out of the Dark.

## Fonologia
El koreguaje té 6 vocals: /a, e, i, ɨ, o, u/. Totes les vocals tenen formes nasalitzades.
|           |          | Bilabial | Alveolar | Postalveolar | Palatal | Velar | Glotal |
| --------- | -------- | -------- | -------- | ------------ | ------- | ----- | ------ |
| Oclusives | plana    | p        | t        |              |         | k     | ʔ      |
| Oclusives | aspirada | pʰ       | tʰ       |              |         | kʰ    |        |
| Africada  | Africada |          |          | d͡ʒ           |         |       |        |
| Fricativa | sorda    | ɸ        | s        |              |         |       | h      |
| Fricativa | sonora   | β        |          |              |         |       |        |
| Nasal     | sorda    | m̥        |          |              | ɲ̥       |       |        |
| Nasal     | sonora   | m        | n        |              | ɲ       |       |        |
| Bategant  | Bategant |          | ɾ        |              |         |       |        |